# Vyšní Lhoty

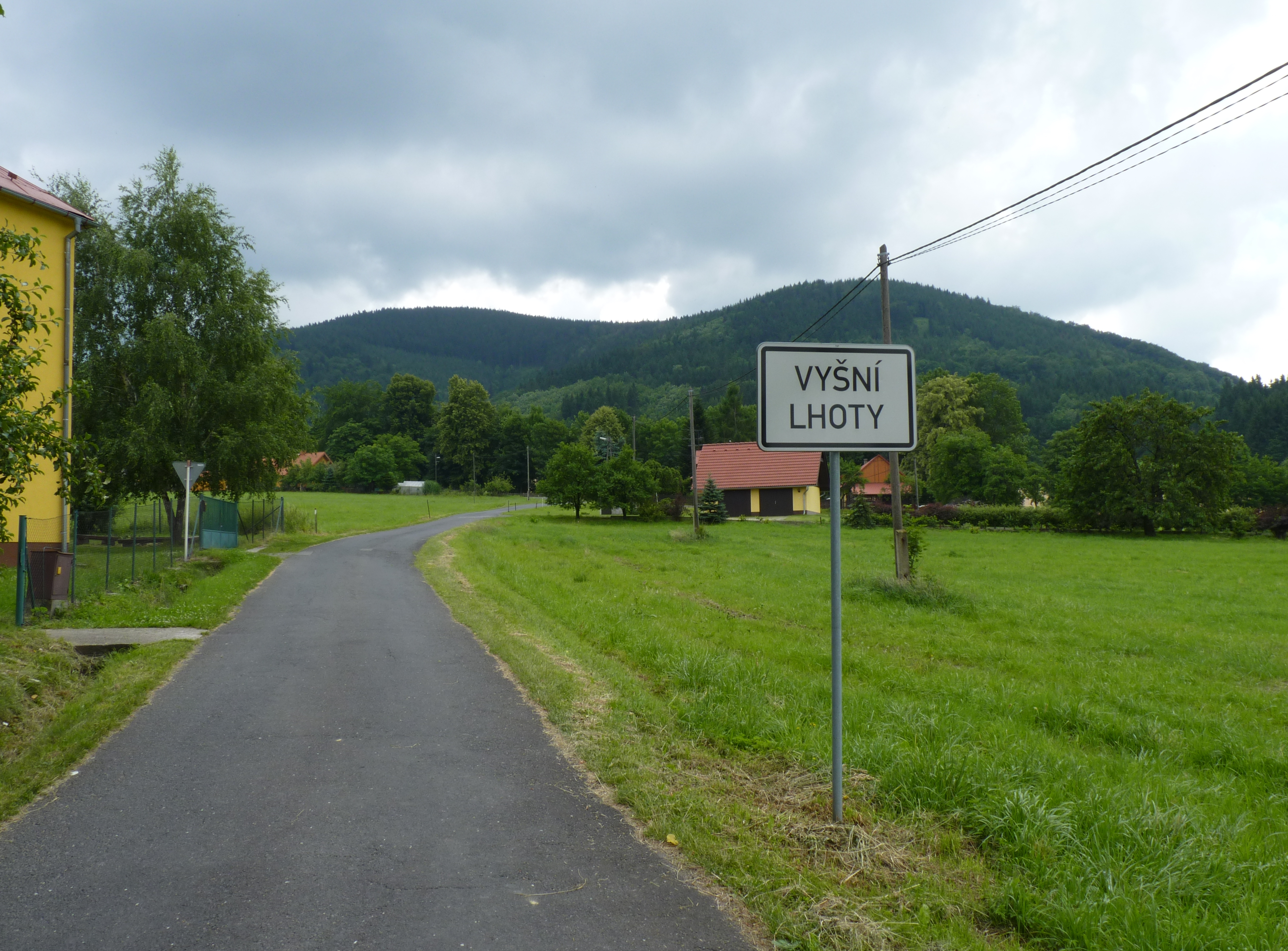
Vyšní Lhoty

Vyšní Lhoty (deutsch Ober Ellgoth) ist eine Gemeinde in Tschechien. Sie liegt neun Kilometer südöstlich von Frýdek-Místek und gehört zum Okres Frýdek-Místek.

## Geographie
Vyšní Lhoty befindet sich am rechten Ufer der Morávka am Fuße der Mährisch-Schlesischen Beskiden. Durch den Ort verläuft der zur Verstärkung des Zuflusses der Talsperre Žermanice angelegte Zuführungskanal Morávka-Žermanice, der Wasser von der Morávka in die Lučina leitet. Im Osten erheben sich die Malá Prašivá (706 m), Prašivá (843 m) und Čupel (872 m). Nordwestlich liegt das Werksgelände der Hyundai Motor Manufacturing Czech.
Nachbarorte sind Bukovice im Norden, Hranice, Amerika und Kamenité im Nordosten, Oblesky im Osten, Raškovice im Südosten, Benátky und Kamenec im Süden, Janovice im Südwesten, Záhoří, Baščica und Baška im Westen sowie Skalice und Nižní Lhoty im Nordwesten.

## Geschichte
Das Dorf wurde während der Kolonisation der Gegend am Ende des 13. Jahrhunderts durch Pašek Mudrý Warmunda, einen Höfling Herzogs Mesko III. von Teschen gegründet. Nach ihm wurde der 1292 erstmals erwähnte Ort als Lhota Mudrý, Lhota Moudrého, Warmuntovice oder Warmundovice bezeichnet. Der Ort lag an der alten Salzstraße Solárka.
Das ursprünglich den Teschener Herzögen gehörige Dorf gelangte an die Stadt Friedeck, die es 1434 zusammen mit umliegenden Dörfern an Ernst von Tworkau verpfändete. Dabei war erstmals von Vyšní und Nižní Lhoty die Rede. 1573 verkaufte Herzog Wenzel von Teschen das Dorf zusammen mit der ganzen Friedecker Herrschaft an die Brüder Georg und Matthias von Logau und trennte es damit endgültig vom Herzogtum ab.
1640 ließ der Besitzer der Herrschaft, Georg von Oppersdorff, auf dem Berg Prašivá eine hölzerne Wallfahrtskirche errichten. Seit 1700 führt die Gemeinde ein Siegel. Die Bewohner ernährten sich von der Landwirtschaft und der Weberei.
Nach der Aufhebung der Patrimonialherrschaften bildete Ober Ellgoth ab 1850 eine Gemeinde im Bezirk Teschen. Seit dem Ende des 19. Jahrhunderts fand der tschechische Name Horní Lhota Verwendung. Im Jahre 1900 fand in dem Dorf die Landesausstellung für Weberei und Landwirtschaft statt. Ab 1908 gehörte der Ort zum Bezirk Friedeck.
Der Schlesische Beskiden-Verein baute 1921 eine Berghütte auf den Prašivá.
Nach dem Zweiten Weltkrieg wurde Vyšní Lhoty dem Okres Místek zugeordnet und kam nach dessen Auflösung 1961 zum Okres Frýdek-Místek. Ab 1980 gehörte Vyšní Lhoty unter der Bezeichnung Morávka 4-Vyšní Lhoty zur Gemeinde Morávka. Seit 1990 besteht die Gemeinde Vyšní Lhoty wieder.
Das Innenministerium richtete 1994 in Vyšní Lhoty das Aufnahmezentrum der Flüchtlingslager in Tschechien ein.

## Gemeindegliederung
Für die Gemeinde Vyšní Lhoty sind keine Ortsteile ausgewiesen. Zu Vyšní Lhoty gehören die Ansiedlungen Kamenité, Kršle, Oblesky und Pod Prašivou.

## Sehenswürdigkeiten
- Schrotholzkirche des hl. Antonius von Padua auf der Malá Prašivá über dem Tal des Hlisník, geweiht 1640
- Berg Prašivá mit Berghütte
- Kapelle in Kršle
- Glockenturm in Stříž
- Statue des Hl. Antonius